# Дороти Бърлингам
Дороти Бърлингам-Тифани (на английски: Dorothy Burlingham-Tiffany) е американски психоаналитик и педагог.

## Биография
Родена е на 11 октомври 1891 година в Ню Йорк, САЩ.
Дългогодишна приятелка и партньор на Ана Фройд, Бърлингам е известна с работата си с Фройд върху депресията при децата. През 60-те и 70-те години на ХХ век Бърлингам ръководи Изследователска група за изследване на слепи деца в клиниката Хампстед в Лондон. Нейната статия за слепите деца от 1979 г. „Да бъдеш сляп във виждащ свят“, публикувана в „Психоаналитично изследване на детето“, се смята за крайъгълен камък на емпатичното научно наблюдение.
Умира на 19 ноември 1979 година в Лондон на 88-годишна възраст.